# ミヤオビパブリッシング
ミヤオビパブリッシングは、主に自費出版を手がける日本の出版社である。創業は2008年で、設立者は宮下玄覇。親会社の宮帯出版社が発売元になっている。
東京事務所は四谷三丁目駅前にあり、京都事務所は上京区内にある。

## 主要出版物
- 金子みすゞ『こだまでしょうか、いいえ、誰でも。―金子みすゞ詩集百選』
- タンジール（大鶴義丹）『チェンジ・ザ・ゲーム』
- ドクター中松『「お母様」』
- エマヌエル・スヴェーデンボリ『天界と地獄』
- 室生犀星『わが肌に魚まつわれり―室生犀星百詩選』
- 竹久夢二『その日からとまったままで動かない 時計の針と悲しみと。―竹久夢二詩集百選』
- 宮沢賢治『雨ニモマケズ風ニモマケズ―宮沢賢治詩集百選』
- 石井清純・角田泰隆『禅と林檎 スティーブ・ジョブズという生き方』
- 白石久二雄『福島原発事故 放射能と栄養』
- 浜口直太『願いを叶える「言葉」365日』
- 林 尚弘『予備校に行っている人は読まないでください』
- 的場千賀子・辻 聡『余命4ヶ月のダビデ』
- 中島多加仁『紫微斗数タロット占術』